# Championnat de Chine de snooker
Le championnat de Chine est un tournoi professionnel de snooker de catégorie classée se déroulant dans la ville de Canton. Le tenant du titre est l'Anglais Shaun Murphy.

## Historique
Intégré au calendrier en 2016, le tournoi est parrainé par Evergrande Real Estate Group, l'un des dix plus grands promoteurs immobiliers en Chine continentale. La première édition de ce tournoi a consisté à convier les 16 meilleurs joueurs mondiaux, à savoir les 10 joueurs les mieux classés au classement mondial, ainsi que les quatre joueurs les mieux classés au classement annuel et deux joueurs invités. Le tournoi avait alors le statut de tournoi non classé.
Les promoteurs qui se sont engagés à maintenir le tournoi pour les trois années suivantes, c'est-à-dire jusqu'en 2019, avaient l'ambition d'en faire un tournoi de catégorie classée avec la plus importante dotation parmi les tournois organisés hors du Royaume-Uni. Ce fut le cas dès l'édition 2017. En 2019, la dotation totale s'élevait à 751 000 £, la plus haute depuis la création de l'épreuve.
Au cours des quatre premières éditions, le tournoi a vu s'imposer quatre vainqueurs différents : John Higgins, Luca Brecel, Mark Selby et Shaun Murphy.

## Palmarès
| Année                             | Vainqueur                         | Finaliste                         | Score                             | Saison                            |
| Championnat de Chine (non classé) | Championnat de Chine (non classé) | Championnat de Chine (non classé) | Championnat de Chine (non classé) | Championnat de Chine (non classé) |
| --------------------------------- | --------------------------------- | --------------------------------- | --------------------------------- | --------------------------------- |
| 2016                              | John Higgins                      | Stuart Bingham                    | 10–7                              | 2016-2017                         |
| Championnat de Chine (classé)     |                                   |                                   |                                   |                                   |
| 2017                              | Luca Brecel                       | Shaun Murphy                      | 10-5                              | 2017-2018                         |
| 2018                              | Mark Selby                        | John Higgins                      | 10–9                              | 2018-2019                         |
| 2019                              | Shaun Murphy                      | Mark Williams                     | 10–9                              | 2019-2020                         |

## Bilan par pays
| Pays       | Joueurs | Total | Premier titre | Dernier titre |
| ---------- | ------- | ----- | ------------- | ------------- |
| Angleterre | 2       | 2     | 2018          | 2019          |
| Écosse     | 1       | 1     | 2016          | 2016          |
| Belgique   | 1       | 1     | 2017          | 2017          |